# たぶん晴れます!?清水です
『清水とおるのたぶん晴れます!? 清水です』（たぶんはれます しみずです）は、朝日放送ラジオ（ABCラジオ）で2009年10月11日から2010年3月まで放送されていたトーク番組。放送時間は原則として、毎週日曜日の21:00 - 21:30。気象予報士である清水にとって、初めての冠番組である。

## 出演者
- 清水とおる（フリーランスの気象予報士）朝日放送のテレビ・ラジオ番組で気象キャスターを担当
- 鳥木千鶴（当時・ABCアナウンサー）当番組が久々のレギュラー番組

## 概要
朝日放送の天気予報（関西ローカル）で知られる清水が、天気をテーマに、初めてラジオ番組でパーソナリティを担当した。
当番組では、「清水とおるの週間お天気情報」と「屋根の下の天気予報」のコーナーで構成。コーナーの合間には、天気や天体にまつわる楽曲を流す。ただし、天気や天体の話題に特化しているわけではない。
「清水とおるの週間お天気情報」では、放送翌日から1週間の天気予報をベースに、天気にまつわる歳時記を紹介。気象予報士になるまでの清水の苦労話や、出演番組の裏話なども披露していた。
「屋根の下の天気予報」は、“男と女の言い分”をテーマに、リスナーからメッセージを募集。共に40代の既婚者である清水・鳥木が、メッセージの内容を基にトークを展開した。トークの流れによっては、朝日放送アナウンス部で管理職にある鳥木が、新人・若手アナウンサーに関するエピソードを明かすこともあった。
ちなみに清水は、2009年6月26日まで、瀬戸内海放送のローカルニュース番組『KSBスーパーJチャンネル』でも天気予報を担当していた（金曜日のみ）。その関係で、同局のサービスエリア（岡山県・香川県）に住むリスナーからのメッセージが、当番組で紹介されることもあった。

### タイトルの由来
タイトルの「たぶん晴れます!?」は、清水が天気予報を担当する朝日放送ラジオの生放送番組『三代澤・桜井・やすとものスラスラ水曜日』でのやり取りに由来する（2009年10月2日放送の『おはようパーソナリティ道上洋三です』で、同年度のナイターオフ番組を紹介した際の道上洋三の発言より）。
清水は、2009年4月の『スラスラ水曜日』内の天気予報で、「ゴールデンウィークにはおおむね晴れる」と予想した。しかし実際には、連休の後半に天気が悪化。連休後の放送で、同番組の出演者から「期待を裏切られた」との突っ込まれた。そこから清水は、同番組で天気予報を担当する際に、「明日はたぶん晴れます」と言うようになったという（当番組の第1回放送で、番組名を特定せずに清水が発言）。

## 備考
- 朝日放送ラジオ（ABCラジオ）では2005年以降、ナイターオフ期間（10月～翌年3月）に、当番組の時間枠で自社制作・NRN系列全国ネットの連続ラジオドラマを放送していた。しかし、2008年度を最後に制作を終了したため、2009年度に当番組を編成することになった。
  - 前述の連続ラジオドラマは、関西以外の地方の一部ラジオ局でも放送されていた。ネット受けを実施していた局では、2009年度に『オードリーのシャンプーおじさん』（文化放送制作・トヨタ自動車一社提供の番組）の裏送り（遅れネット）で対応した局と、自社制作のローカル番組を放送する局（ニッポン放送など）に分かれた。
  - 朝日放送ラジオ（ABCラジオ）では2010年4月から、「清水とおるの週間お天気情報」を継承した通年番組として、毎週日曜日7:05 - 7:15に『清水とおるの日曜歳時記』を放送。その関係で、2010年度のナイターオフ期間には、当番組の放送枠が『ABC朝日ニュース』（天気予報とセットで21:00 - 21:05に放送）『ことばの贈り物』（10分番組）『イベント倶楽部』（15分番組）に分割された。2011年度以降は、『ABC朝日ニュース』に続いて、『上田剛彦のミュージック・バイキング』（日曜日の放送は2011年12月まで）→『しもぐち☆雅充の今夜は歌わナイト』（2012年1月から）を放送している。

| 朝日放送ラジオ（ABCラジオ） 日曜21時台前半枠                        | 朝日放送ラジオ（ABCラジオ） 日曜21時台前半枠              | 朝日放送ラジオ（ABCラジオ） 日曜21時台前半枠                                  |
| 前番組                                                              | 番組名                                                    | 次番組                                                                        |
| ------------------------------------------------------------------- | --------------------------------------------------------- | ----------------------------------------------------------------------------- |
| 和沙哲郎のダンディー・サンデー                                      | たぶん晴れます!?清水です (2009年10月11日 - 2010年4月4日） | ミュージック・バイキング （ナイタークッション番組）                           |
| 朝日放送ラジオ（ABCラジオ） ナイターオフ日曜夜9時台前半枠           |                                                           |                                                                               |
| まほろばの青い花 （ここまでABCラジオ制作全国ネットのラジオドラマ枠) | たぶん晴れます!?清水です (2009年10月11日 - 2010年4月4日） | 夜9:00:ABCニュース･お天気のお知らせ夜9:05:ことばの贈り物夜9:15:イベント倶楽部 |